# Gasketball
Gasketball — это компьютерная спортивная экшн-игра для IPad, созданная Mikengreg — инди-разработчиками. В Mikengreg входили Грег Уолвенд и Майк Бокслейтер. В игре необходимо бросать баскетбольный мяч в двухмерном мире, цель игрока — решить головоломки, основанные на физике. В игре доступны одиночный режим, локальный многопользовательский режим и асинхронный многопользовательский режим, в котором предлагается играть в игру, напоминающую вариацию баскетбола под названием HORSE. Игра доступна по модели free-to-play, есть покупки в приложении. Разработка игры началась в середине 2011 года, игра разрабатывалась после игры Solipskier. Игра была выпущена 9 августа 2012 года, но на момент запуска не достигла ожидаемой конверсии.
Согласно данным Metacritic, игра получила «в целом благоприятные» отзывы. Pocket Gamer присвоил игре серебряную награду, а Тим Роджерс, эксперт Kotaku, счёл, что Gasketball — игра 2012 года (по его версии). Эксперт назвал эту игру «началом жанра хардкорных социальных игр».

## Игровой процесс
Gasketball — это спортивная компьютерная игра о баскетболе. В ней игрок должен решать двумерные головоломки, основанные на физике. Для решения необходимо обращать внимание на флипперы, порталы, циркулярные пилы и гравитационные переключатели. Цель — забросить мяч в баскетбольное кольцо. В отдельных головоломках необходимо сначала нанести удары по некоторым поверхностям, а затем попасть в корзину. В HORSE-вариации игры необходимо повторить действия, сделанные соперником: например, коснуться пола перед попаданием в кольцо. В режиме кампании игрок может получить больше очков, если сможет выполнить удар за меньшее число попыток. Всего доступно пять попыток поразить мишень, после этого игрок переходит на следующий уровень, так и не завершив предыдущий. В зависимости от успешности игры в конце главы игрок получает медали. Золотые медали позволяют получить доступ к новым режимам игры. У каждой из глав игры есть своя тематика: например, стройплощадка или космос.
В игре доступен локальный мультиплеер для двух игроков. В этом режиме экран iPad разделён на 2 части. Также доступна многопользовательская онлайн-игра, в которой игроки создают уровни для своих противников. Вначале игроки вращают колесо, в зависимости от исхода вращения они могут разместить различное число объектов, опасных для мяча. Эти объекты можно перетащить на экран и сделать частью уровня. Тем не менее, изначально доступно лишь несколько объектов, остальные можно получить при прохождении игры или при совершении внутриигровых покупок. В игре присутствует робот, который обучает игрока правилам игры и возвращает мяч на предыдущую позицию. Игра была выпущена по модели free-to-play: было доступно обучение, остальные главы становились доступны после дополнительных покупок.

## Разработка
Gasketball была разработана Mikengreg, 2 разработчиками, встретившимися в Айове. Разработчики игры — Грег Уолвенд и Майк Бокслейтер. После выпуска своей первой игры, Solipskier, Бокслейтер и Уолвенд в течение двух лет работали над Gasketball, они содержали себя благодаря играм, разработанным для Adobe Flash. Уолвенд получил дополнительный доход благодаря разработке игры Puzzlejuice с Ашером Воллмером, он разделил его с Бокслейтером. Разработка игры началась в середине 2011 года.
Mikengreg впервые анонсировали игру 1 марта 2012 года, позже она была выпущена для iPad: 9 августа 2012 года. Было принято решение сделать часть игрового процесса бесплатной, но добавить покупки в приложении для получения расширенного контента. Уолвенд отметил, что четверть самых кассовых игр на iOS использует покупки внутри приложений. Было принято решение сделать покупку одноразовой. По мнению друзей разработчиков, кнопку, которая позволяла сделать покупку, изначально было тяжело найти, но позже это было исправлено. Журналисты также отметили трудности с приобретением полной версии. В течение недели после выпуска Gasketball была загружена 200 000 раз и оказалась в верхней части рейтинга самых популярных загрузок iTunes, однако не попала в топ-200. Конверсия игры (процент игроков, купивших полную версию, среди всех её игроков) составила 0,67 % — ниже, чем цель разработчиков, равная 2 % из 5000000 скачиваний. В платном дополнительном контенте находилось 100 дополнительных уровней и 10 объектов.

## Оценки
| Сводный рейтинг | Сводный рейтинг |
| Агрегатор       | Оценка          |
| --------------- | --------------- |
| Metacritic      | 86/100          |

Игра получила «преимущественно положительные отзывы», как сообщает агрегатор обзоров Metacritic. Рецензенты отметили характер игры и креативное видение. PocketGamer наградил игру серебряной наградой. Тим Роджерс назвал Gasketball своей игрой 2012 года, его мнение было опубликовано на сайте Kotaku.
Edge отметил ловкость Mikengreg и простые звуковые эффекты, упомянул предыдущую игру Solipskier. Эксперты Edge высоко оценили «милый и представительный» арт-дизайн и сочетание «свободы творчества с точностью, необходимой для аркадной игры». Edge также отметил «приличную» одиночную кампанию, которая была доступна в игре наряду с многопользовательской игрой. Эксперт Pocket Gamer Гарри Слейтер назвал однопользовательскую игру «развлекающей», но решил, что мультиплеер играет в игре бо́льшую роль. Эксперт TouchArcade Брэд Николсон счёл, что эта игра соединила в себе элементы игр Amazing Alex и NBA Jam. Он счёл некоторые головоломки несбалансированными, но счёл, что взаимодействие между флипперами и порталами было «удивительно прочным», и отметил то, что игра представляет собой «приятную игровую площадку», даже когда сложность игры стала высокой (в оригинале использовалось сравнение сложности с работами Руба Голдберга). Тим Роджерс из Kotaku назвал Gasketball «Рубом Голдбергом наоборот» и «началом жанра хардкорной социальной игры с асинхронным геймплем, таким же значимым, как deathmatch в шутерах от первого лица».

### Комментарии
1. ↑  Беннетт Фодди, разработчик, создавший QWOP, порекомендовал Gasketball Роджерсу после того, как услышал о TNNS[англ.] и о планах Роджерса на будущее.[8]